# Jowi Campobassi
Johanna «Jowi» Campobassi (Buenos Aires, 13 de mayo de 1983) es una locutora y periodista argentina. 

## Biografía
De chica su hermana y su hermano le pusieron el apodo de «Jowi». Cursó sus estudios primarios en el Instituto Bayard en Palermo para luego estudiar en el colegio Hans Christian Andersen de Belgrano, institución de la cual fue expulsada. Después de concluidos sus estudios secundarios, ingresó al COSAL, de donde egresó como locutora. Es reconocida en el medio por su brazo tatuado.

## Carrera
Comenzó en los medios haciendo radio para después ingresar en la televisión, como panelista en el programa Acoso Textual conducido por Horacio Cabak en América TV. Más tarde comenzaría a presentar las noticias de espectáculos en los noticieros del canal Telefe junto a Axel Kuschevatzky, quien más tarde dejaría de trabajar en el canal, este trabajo la llevaría a entrevistar a diversos artistas nacionales y extranjeros. En 2011 fue parte del panel del Debate de GH.